# Dereza (Pakrac)
Dereza je naselje u Republici Hrvatskoj u Požeško-slavonskoj županiji, u sastavu grada Pakraca.

## Zemljopis
Dereza se nalaze sjeverno od Pakraca, susjedna naselja su Omanovac na zapadu, Badljevine na sjeverozapadu te Donji Grahovljani na istoku.

## Povijest
Početkom velikosrpske agresije na Hrvatsku, Veliku i Malu Derezu držali su srpski pobunjenici. Dereza je bila snažno pobunjeničko uporište s kojeg su napadali Badljevinu i Omanovac. Dereza je bila vrlo važno strateško mjesto, jer oslobađanjem nje stvorili bi se preduvjeti za znatno lakše oslobađanje Papuka i u potpunosti bi se oslobodila cesta Pakrac - Daruvar. Akcija oslobađanja, operacija Maslačak, pokrenuta je 16. prosinca 1991. godine. Nakon nekoliko bezuspješnih napada na neprijateljske položaje, hrvatske su vojne i policijske snage oslobodile Veliku Derezu (HV) i Malu Derezu (MUP RH).

## Stanovništvo
Prema popisu stanovništva iz 2011. godine Dereza je imala 13 stanovnika.
| broj stanovnika | 312   | 316   | 342   | 411   | 485   | 562   | 561   | 660   | 428   | 310   | 294   | 237   | 163   | 128   | 15    | 13    | 10    |
|                 | 1857. | 1869. | 1880. | 1890. | 1900. | 1910. | 1921. | 1931. | 1948. | 1953. | 1961. | 1971. | 1981. | 1991. | 2001. | 2011. | 2021. |